# Jozef Tóth (letec)
Jozef Tóth (22. května 1910 Onokovce – 26. prosince 1994 Bratislava) byl podplukovník generálního štábu (generálmajor in memoriam), velitel Velitelství leteckých zbraní 1. československé armády na Slovensku a zástupce velitele 4. československé samostatné brigády 1. československého armádního sboru v SSSR.

## Život
Gymnázium vystudoval v Užhorodu. Po absolvování vojenské základní služby se stal vojákem československé armády z povolání. Vystudoval Vojenskou akademii v Hranicích. Stal se leteckým pozorovatelem. Byl velitelem 10. roty československého polního pluku 18. V roce 1939 vstoupil do nově vzniklé slovenské armády a stal se důstojníkem armády Slovenského státu. Dne 1. července 1943 byl povýšem do hodnosti majora generálního štábu. V roce 1944 se stal náčelníkem štábu Velitelství vzdušných zbraní slovenské armády. Během Slovenského národní povstání byl velitelem Velitelství leteckých zbraní 1. československé armády na Slovensku (od 8. 9. 1944 do 28. 10. 1944). Dne 1. října 1944 byl povýšen do hodnosti podplukovník generálního štábu. Od 3. března. do 6. dubna 1945 byl velitelem posádky v Košicích. Od 7. 4. do 25. 6. 1945 byl zástupcem velitele 4. československé samostatné brigády 1. československého armádního sboru v SSSR.
Po válce působil ve velitelských funkcích v československé armádě, studoval na Vojenské akademii v Moskvě (do 30. 4. 1947), učil na Vysoké škole válečné v Praze (od 1 5. 1947 do 31. 11 1947). Od 31. 5. 1949 do 31. 5. 1958 učil na Vojenské akademii v Brně. 
Po propuštění z armády pracoval ve Statistickém úřadě a v podniku Slovena. V roce 1995 byl in memoriam povýšen do hodnosti generálmajora.

## Vyznamenání
- Pamětní medaile Za obranu Slovenska v březnu 1939 (se štítkem Javorina)
- Vyznamenání Za hrdinstvo II. st. (1943)
- Vyznamenání Za zásluhy (1943)
- Československá medaile Za chrabrost před nepřítelem (1944)
- Československý válečný kříž 1939 (1945)
- Československá medaile za zásluhy I. st. (1947)
- Řád Slovenského národního povstání I. třídy (1945)
- Řád rudé hvězdy (1968)